# Нижньо-Волзький ВТТ
Нижньо-Волзький ВТТ — підрозділ, що діяв в системі виправно-трудових установ СРСР під оперативним керуванням ГУЛЖДС.

Адреса: Сталінградська область, Ольховський район, с. Ольховка, п/я 107.

## Історія
Восени 1941 року була розірвана головна залізнична магістраль Москва — Курськ — Харків — Ростов-на-Дону, і всі військові перевезення і вантажопотоки, які здійснювалися по цій лінії, були переключені на приволзькі залізничні лінії, що проходили через Сталінград. Будівництво гілки Саратов-Сталінград на ділянці Сталінград-Камишин було покладено на Сталінградський ВТТ, перейменований 09.06.42 в Нижньо-Волзький.
При реорганізації 11.09.42 разом з Саратовським ВТТ ГУЛЖДС та Управлінням БУДІВНИЦТВА ЗАЛІЗНИЦІ САРАТОВ-СТАЛІНГРАД увійшов до створюваного Приволзького ВТТ.
З метою подальшого форсування будівництва Волзької рокади в липні 1942 був розгорнутий Камишинський перевірочно-фільтраційний табір, куди спрямовували військовослужбовців Червоної армії, які побували в полоні або вийшли з оточення. Через цей пункт пройшло не менше 65 тисяч штрафників, більшість з яких потім були спрямовані на укладання залізничних колій.